# Батран (Франция)
Батра́н (фр. Battrans) — коммуна во Франции, находится в регионе Франш-Конте. Департамент — Верхняя Сона. Входит в состав кантона Гре. Округ коммуны — Везуль.
Код INSEE коммуны — 70054.

## География
Коммуна расположена приблизительно в 300 км к юго-востоку от Парижа, в 36 км северо-западнее Безансона, в 45 км к юго-западу от Везуля.
По территории коммуны протекает небольшая река Дюи.

## Население
Население коммуны на 2010 год составляло 228 человек.
| 1962 | 1968 | 1975 | 1982 | 1990 | 1999 | 2010 |
| ---- | ---- | ---- | ---- | ---- | ---- | ---- |
| 116  | 93   | 92   | 154  | 189  | 204  | 228  |

## Администрация
| Период  | Период | Фамилия        | Партия | Примечания |
| ------- | ------ | -------------- | ------ | ---------- |
| 1953(?) | 1965   | Эмиль Ру       |        |            |
| 1965    | 1971   | Жан Шамблан    |        |            |
| 1971    | 1983   | Поль Ренар     |        |            |
| 1983    | 1995   | Жан-Мари Ге    |        |            |
| 1995    | 2008   | Жильбер Жангио |        |            |
| 2008    | 2014   | Андре Жёди     |        |            |

## Экономика
В 2010 году среди 157 человек трудоспособного возраста (15—64 лет) 122 были экономически активными, 35 — неактивными (показатель активности — 77,7 %, в 1999 году было 65,5 %). Из 122 активных жителей работали 113 человек (64 мужчины и 49 женщин), безработных было 9 (4 мужчины и 5 женщин). Среди 35 неактивных 10 человек были учениками или студентами, 16 — пенсионерами, 9 были неактивными по другим причинам.

## Фотогалерея
- Общественная прачечная
- Придорожное распятие
- Военный мемориал